# Eagle When She Flies
Eagle When She Flies è il trentunesimo album in studio della cantante statunitense Dolly Parton, pubblicato il 7 marzo 1991 dalla Columbia Records.

## Tracce
1. If You Need Me – 2:42
2. Rockin' Years (con Ricky Van Shelton) – 3:24
3. Country Road – 3:22
4. Silver and Gold – 3:48
5. Eagle When She Flies – 3:08
6. Best Woman Wins (con Lorrie Morgan) – 3:07
7. What a Heartache – 3:32
8. Runaway Feelin' – 2:54
9. Dreams do Come True – 3:23
10. Family – 3:43
11. Wildest Dreams – 4:27

## Classifiche
| Classifica (1991) | Posizione raggiunta |
| ----------------- | ------------------- |
| Stati Uniti       | 24                  |